# Amurrio (kommunhuvudort)
Amurrio är en kommunhuvudort i Spanien.   Den ligger i provinsen Araba / Álava och regionen Baskien, i den norra delen av landet, 300 km norr om huvudstaden Madrid. Amurrio ligger 219 meter över havet och antalet invånare är 10 089.
Terrängen runt Amurrio är huvudsakligen kuperad, men åt sydväst är den bergig. Amurrio ligger nere i en dal. Runt Amurrio är det glesbefolkat, med 10 invånare per kvadratkilometer. Närmaste större samhälle är Laudio / Llodio, 10,8 km norr om Amurrio. Omgivningarna runt Amurrio är en mosaik av jordbruksmark och naturlig växtlighet.